# دونالد ر. ميلو
دونالد ر. ميلو هو سياسي أمريكي، ولد في 22 يونيو 1934 في أوينسبورو في الولايات المتحدة. نشط حزبياً في الحزب الديمقراطي. وقد انتخب عضو المجلس النيابي لولاية نيفادا ‏.